# Malur dorsi-rogenc
Malurus melanocephalus és una espècie d'ocell passeriforme de la família Maluridae. És endèmica d'Austràlia i sol trobar-se prop dels rius i litorals al llarg de les franges costaneres del nord i aquest del continent australià, des de Kimberley en el nord-oest fins a Hunter Valley en Nova Gal·les del Sud.